# 302849 Richardboyle
302849 Richardboyle este o planetă minoră (asteroid), cu un diametru de 5,814 km, din centura de asteroizi. A fost descoperită pe 27 martie 2003 la Molėtai⁠(d) de Kazimieras Černis⁠(d) și a fost numită după Richard P. Boyle⁠(d). 
Obiectul prezintă o orbită caracterizată de o semiaxă mare de 3,1629860698884 UAi, o excentricitate de 0,12, o înclinație de 25,6 ° în raport cu ecliptica.